# Métroclès
 (septembre 2015).
Métroclès était un philosophe cynique, né à Maronée en Thrace, qui vécut vers la fin IVe siècle av. J.-C. Il est le frère d'Hipparchia.
Il fut d'abord un élève de Théophraste. Diogène Laërce raconte qu'il lâcha un pet en plein milieu d'un exercice oratoire, et en fut si honteux, qu'il s'enferma chez lui, et se décida à se laisser mourir de faim. Cratès, ayant appris l'incident, vint le voir après avoir mangé un plat de fèves ; il chercha à le convaincre qu'il n'avait commis aucun crime :

« Il aurait en effet été bien étonnant que les gaz ne se soient pas échappés comme le veut la nature. »

Puis, il se mit à péter, et réconforta ainsi Métroclès. Ce dernier se mit alors à l'école de Cratès, et il brûla ses écrits en les déclarant vains. Il mourut âgé, en se laissant suffoquer. Il eut Ménippe de Sinope pour disciple.